# Silba septuosa
Silba septuosa är en tvåvingeart som beskrevs av Mcalpine 1964. Silba septuosa ingår i släktet Silba och familjen stjärtflugor. Inga underarter finns listade i Catalogue of Life.